# Sörnäsudden
Sörnäsudden är en udde i centrala Helsingfors, i södra delen av stadsdelen Sörnäs. Området var tidigare ett hamnområde och är för närvarande föremål för nya planer som skall ge en ny, hög bebyggelse inom delområdet Fiskehamnen.